# Volksbank Senden
Die  Volksbank Senden eG ist eine deutsche Genossenschaftsbank mit Sitz in der nordrhein-westfälischen Gemeinde Senden im  Kreis Coesfeld.

## Geschichte
Die heutige Volksbank Senden eG wurde am 12. Juni 1887 als Spar- und Darlehnskasse Senden gegründet. Mit Eintragung vom 14. Januar 1975 änderte sie ihren Namen auf Volksbank Senden eG. Im Jahr 1977 fusionierte sie mit der Spar- und Darlehnskasse Ottmarsbocholt eG mit dem Sitz in Ottmarsbocholt. Letztmals fusionierte die Volksbank Senden eG im Jahre 2019 mit der Volksbank Amelsbüren eG.
Die ehemalige Volksbank Amelsbüren eG wurde am 4. Januar 1883 als Spar- und Darlehenskasse Amelsbüren gegründet. Anfangs wurden die Bankgeschäfte, da der Küster die Kasse führte, in der Küsterei betrieben. 1955 wurde ein neues Bankgebäude in der Davertsstraße gebaut. im Jahr 1983 erfolgte die Umbenennung in Volksbank Amelsbüren eG.

## Rechtsverhältnisse
Die Volksbank Senden eG ist im Genossenschaftsregister beim Amtsgericht Coesfeld unter GnR 178 eingetragen.

## Organisationsstruktur
Rechtsgrundlagen sind das Genossenschaftsgesetz und die durch die Vertreterversammlung beschlossene Satzung. Organe der Bank sind der Vorstand, der Aufsichtsrat und die Vertreterversammlung.

## Sicherungseinrichtung
Die Volksbank Senden eG ist der amtlich anerkannten Sicherungseinrichtung des Bundesverbandes der Deutschen Volksbanken und Raiffeisenbanken GmbH und der zusätzlichen freiwilligen Sicherungseinrichtung des Bundesverbandes der Deutschen Volksbanken und Raiffeisenbanken e.V. angeschlossen.

## Geschäftsausrichtung
Die Volksbank Senden eG betreibt das Universalbankgeschäft. Im Verbundgeschäft arbeitet sie mit der DZ Bank, R+V Versicherung, Bausparkasse Schwäbisch Hall, Teambank, VR Leasing, DZ Hyp und der Union Investment zusammen.

## Geschäftsgebiet
Das Geschäftsgebiet liegt im Osten des Kreises Coesfeld sowie im Süden der kreisfreien Stadt Münster.
An diesen Orten betreibt die Bank Filialen:
- Senden (Hauptstelle, jur. Sitz)
- Ottmarsbocholt (Geschäftsstelle)
- Amelsbüren (Geschäftsstelle)